# Aldo Augusto Voigt
Aldo Augusto Voigt nasceu em Timbó, Santa Catarina, em 1942. Ingressou na Força Aérea Brasileira em 1959, graduando-se como Controlador de Voo. Ao longo de sua carreira, ocupou diversas posições de destaque, contribuindo significativamente para o desenvolvimento do controle de tráfego aéreo no Brasil. Foi elogiado por sua competência e dedicação, sendo promovido a Tenente-Coronel em 1985. Após se aposentar, continuou a trabalhar na área, contribuindo para o desenvolvimento de novos sistemas e tecnologias. Faleceu em 2001, deixando um legado de excelência e dedicação ao serviço aéreo. Em 2017, foi agraciado com o título de Patrono do Quadro de Oficiais Especialistas em Controle de Tráfego Aéreo da Aeronáutica pelo Congresso Nacional.

## Biografia
Aldo Augusto Voigt nasceu em 1942. Sua jornada na Força Aérea Brasileira começou em 3 de agosto de 1959, quando ingressou como aluno na Escola de Especialistas de Aeronáutica.
Após concluir o curso em 23 de dezembro de 1961, Voigt foi promovido a Terceiro Sargento, especializando-se como Controlador de Voo e sendo designado para o Núcleo de Proteção ao Voo de Curitiba, onde serviu até 1967.
Em 1968, Aldo Augusto Voigt foi aprovado no concurso para a Escola de Oficiais Especialistas e de Infantaria de Guarda, sendo declarado Aspirante a Oficial Especialista em Controle de Tráfego Aéreo no ano seguinte. Durante sua formação, ele foi classificado no Destacamento Precursor da Academia da Força Aérea, em Pirassununga, São Paulo.
Destacou-se durante sua permanência em Pirassununga, onde foi chefe das Seções de Comunicação e Tráfego Aéreo, desempenhando um papel fundamental na operacionalização da Torre de Controle local e nos serviços de tráfego aéreo de apoio à Academia.
Em 1974, Voigt foi transferido para a Comissão de Implantação do Sistema de Defesa Aérea e Controle de Tráfego Aéreo (CISDACTA) em Brasília, onde desempenhou um papel ativo no desenvolvimento e implementação do Sistema DACTA, que visava integrar operações civis e militares de controle de tráfego aéreo.
Durante sua carreira, Aldo Augusto Voigt recebeu diversos elogios por seu desempenho exemplar e sua dedicação ao serviço. Foi elogiado por autoridades francesas por sua competência e habilidades militares.
Em 1975, assumiu o cargo de Chefe do Centro de Controle de Tráfego Aéreo do Primeiro Centro Integrado de Defesa Aérea e Controle de Tráfego Aéreo (CINDACTA I) em Brasília, onde coordenou a transição dos Centros de Controle de Área convencionais para novas instalações.
Promovido a Tenente-Coronel em 1985, Voigt continuou a contribuir para o avanço do controle de tráfego aéreo no Brasil até sua passagem para a Reserva Remunerada em 1988.
Após sua aposentadoria, Voigt continuou a trabalhar na área de controle de tráfego aéreo, contribuindo para o desenvolvimento de novos sistemas e tecnologias nesse campo.
Aldo Augusto Voigt faleceu prematuramente em 2001, aos 59 anos de idade, deixando um legado de excelência e dedicação ao serviço do controle de tráfego aéreo no Brasil. Sua contribuição foi reconhecida pelo Congresso Nacional, que outorgou a ele o título de Patrono do Quadro de Oficiais Especialistas em Controle de Tráfego Aéreo da Aeronáutica em 2017.